# Kerokero Ace
Kerokero Ace (ケロケロエース?, Kerokero Ēsu) è stata una rivista giapponese di manga shōnen pubblicata dalla Kadokawa Shoten. La rivista fu pensata per i ragazzi tra i 9 ed i 13 anni, e si focalizzava principalmente su Keroro e su altri prodotti della Bandai, come Gundam. La rivista conteneva serie manga, recensioni di videogiochi, vendite promozionali ed oggetti regalo.

## Descrizione
La rivista era specializzata in Keroro e ne conteneva rimandi, promozioni e nuovi manga. In essi Keroro ed i suoi alleati sono su un mondo alieno che ricorda il Giappone feudale ed hanno il compito di garantirne l'ordine.
La rivista si occupava anche di Gundam, conteneva molte promozioni degli oggetti da merchandise, oltre a 4 serie manga. Ciò include anche un adattamento animato di Gundam, in Mobile Suit Gundam 00, gli ultimi capitoli di SD Gundam e la GPEX Gunpla Extreme, nella quale gli umani usano oggetti speciali per rimpicciolirsi e far diventare i modellini di gundam dei mecha lavoratori.

## Titoli
Queste serie sono presenti nella rivista:
- .hack//Link
- Cardfight!! Vanguard
- Daikaijū Battle: Ultra Adventure
- Dragon Tamer: Sound Spirit F
- GPEX Gunpla Extreme
- Keroro Gunsō Tokubetsu Kunren: Sengoku Ran Star Dai Battle!
- MapleStory
- Mobile Suit Gundam-san (機動戦士ガンダムさん)
- Mobile Suit Gundam 00
- Musha Keroro
- Petite Eva
- SD Gundam Romance of the Three Kingdoms: Clash of the Heroes Chapter
- Sore Ike! Momotarō Dentetsu
- Soulcalibur Legends
- Treasure Island Z: The Rose Pearl

## Connessioni ad altre pubblicazioni
Dato il suo ruolo di promotore di progetti Bandai, la rivista era collegata a prodotti simili come l'Hobby Japan e Dengeki Hobby. Il titolo include anche serie popolari presenti nel Gundam Ace, in quanto è un'edizione speciale di quest'ultimo.